# 그나이우스 만리우스 불소
그나이우스 만리우스 불소 (Gnaeus Manlius Vulso)는 마르쿠스 풀비우스 노빌리오르와 같이, 기원전 189년에 로마의 집정관이었다. 그는 갈리티아 전쟁 기간인 기원전 189년 소아시아의 갈라티아에 사는 갈리아인을 상대로 승리로 이끌었다. 기원 187년에 개선식으로 보상받았다
불소는 파트리키들인 만리아 씨족에 속했으며, 더 알려진 토르콰투스 (Torquatus) 방계 일족과의 관계는 불명확하다. 그는 기원전 474년에 집정관인 아울루스 (또는 가이우스) 만리우스 Cn.f. 불소나  기원전 256년과 250년에 집정관인 루키우스 만리우스 A.f. 불소 롱구스의 후손일 것이다.
11년 뒤인 기원전 178년에 집정관인 A. 만리우스 Cn.f. 불소는 그의 남동생이었을 것이다.

## 같이 보기
- 만리아 씨족